# 찬드라굽타 2세의 발흐 원정
비크라마디티야의 전설적인 이야기는, 4세기의 유명한 산스크리트 시인 칼리다사에 의해 전해지고, 카슈미르 시인 크셰멘드라에 의해 브리하트카타만자리에서 더 자세히 설명된, 인도 아대륙에 지울 수 없는 흔적을 남긴 강력하고 야심찬 통치자의 설득력 있는 이야기를 공개한다. 일부 현대 역사가들은 비크라마디티야 전설을 찬드라굽타 2세와 연결시키지만, 그럼에도 불구하고, 그것은 추측에 근거한 주장으로 남아 있다.

## 정복과 캠페인
훈자의 성암에서 발견된 비문은 펀자브 지역에서 굽타 왕조의 권력을 묘사하고 있다. 이 통치자의 이름은 "찬드라"인데, 그가 찬드라굽타 2세였을 것으로 추정된다. 그러나 이 신원은 확실하지 않으며, 훈자 비문의 찬드라는 아마도 지역 통치자였을 것이다. 잘 알려진 델리의 철 기둥에는 메하라울리 기둥 비문(제67호)이라는 비문이 새겨져 있다. 찬드라라는 단순한 이름으로 통하는 왕의 추도문이 포함되어 있다. 그는 방가(방게슈)에서 전투를 벌여 자신을 반대하기 위해 뭉친 적들을 완파했다. 또한 그는 바흘리카(발흐 왕국)를 정복하고, 신두강의 일곱 면 또는 피더(삽타 무카니)를 넘어 전투를 벌였다. 그 군주는 비슈누를 향한 헌신 때문에 비슈누파다가 신의 상징으로 서 있는 언덕에 기둥을 세웠다. 그 원정은 아마도 후나족이나 사산 왕조를 상대로 한 것이었을 것이다. 이 끝없는 전쟁은 발흐(박트리아)가 정복되며 굽타 제국의 승리로 끝났다. 그는 박트리아에서 돌아와 영광을 누렸다.